# غالاترو
هي مدينة تقع في مقاطعة ريدجو كالابريا في إيطاليا .

## السكان
في سنة 1861 بلغ عدد السكان 1٬858 نسمة، وتطور العدد ليصل في سنة 2011 لـ 1٬778 نسمة.
يظهر هذا المخطط البياني تطور النمو السكاني لـ غالاترو